# Chumpón
Chumpón är en ort i Mexiko.   Den ligger i kommunen Felipe Carrillo Puerto och delstaten Quintana Roo, i den östra delen av landet, 1 200 km öster om huvudstaden Mexico City. Chumpón ligger 8 meter över havet och antalet invånare är 717.
Terrängen runt Chumpón är mycket platt. Runt Chumpón är det mycket glesbefolkat, med 4 invånare per kvadratkilometer. Närmaste större samhälle är Chun-Yah, 16,2 km nordväst om Chumpón. I omgivningarna runt Chumpón växer i huvudsak städsegrön lövskog.